# Desa Sukamantri (administrativ by i Indonesien, lat -6,65, long 106,77)
Desa Sukamantri är en administrativ by i Indonesien.   Den ligger i provinsen Jawa Barat, i den västra delen av landet, 50 km söder om huvudstaden Jakarta.